# Медзна-Мурована
Медзна-Мурована (пол. Miedzna Murowana) — село в Польщі, у гміні Жарнув Опочинського повіту Лодзинського воєводства.
Населення — 470 осіб (2011).
У 1975-1998 роках село належало до Пйотрковського воєводства.

## Демографія
Демографічна структура станом на 31 березня 2011 року:
|          | Загалом | Допрацездатний вік | Працездатний вік | Постпрацездатний вік |
| -------- | ------- | ------------------ | ---------------- | -------------------- |
| Чоловіки | 233     | 38                 | 168              | 27                   |
| Жінки    | 237     | 40                 | 134              | 63                   |
| Разом    | 470     | 78                 | 302              | 90                   |